# Euscorpius tergestinus

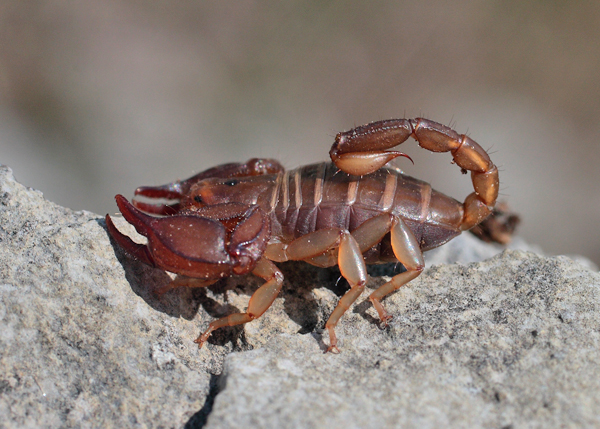
Euscorpius tergestinus, bei Triest, Italien

Euscorpius tergestinus oder der Triestiner Skorpion ist eine Skorpionart aus der Familie der Euscorpiidae. Das Verbreitungsgebiet reicht vom Norden Tschechiens, über den Osten und Süden Österreichs, bis zur Balkanhalbinsel.
Wie bei allen Arten der Gattungen Euscorpius und Alpiscorpius sind auch die Stiche von Euscorpius tergestinus für den Menschen weitgehend harmlos.

## Beschreibung
Der Triestiner Skorpion wird maximal 4 cm groß. Die Farbe ist orangebraun, wobei die Giftblase eine gelbe Farbe besitzt. Der Körper besteht weiters aus dem Carapax, einem Paar Chela (Scheren), einem Mesosoma (Mittelleib) und dem schwanzartigen Metasoma (Hinterleib).

## Lebensraum und Lebensweise
Die Tiere sind in unverfugten Legsteinmauern in urbanem Umfeld zu finden. Das Habitat kann mit Steinschutt bedeckt sein, stellenweise mit lichtem Wald oder Heidekraut bewachsen. Euscorpius tergestinus benötigt eine feuchte Umgebung.
Eine Studie aus Italien hat die Tendenz hin zu menschlich geprägten Standorten, wie Ruinen, festgestellt.
In Kärnten sind die Vorkommen historisch bedingt und menschlichen Ursprungs. Neben der Burg Hochosterwitz als mittelalterlicher Handelsposten liegen auch Warmbad Villach, die Burgruine Federaun sowie die Klosterruine Arnoldstein an einer alten römischen Handelsstraße, bei welchen Skorpione beheimatet sind.
Der Triestiner Skorpion ist ein aktiv jagendes Spinnentier, dessen Beute zumeist Insekten und andere Gliedertiere sind. Er sitzt oft in einer Spalte und ist ein Lauerjäger, der Aktionsradius beträgt im Regelfall bis zu zehn Meter, in Einzelfällen bis zu 60 Meter.
Die Scheren dienen zum Festhalten der Beute, die dann vorverdaut, zerkleinert und verflüssigt aufgenommen wird. Den Stachel benutzt er nur bei sehr großen Beutetieren oder zur Verteidigung. Vertreter der Gattung Euscorpius sind allerdings sehr stechfaul, bei erfolgten Stichen zudem offensichtlich harmlos, wie eine medizinische Dokumentation von drei Fällen aus Italien gezeigt hat.

## Verbreitung
Das Verbreitungsgebiet von Euscorpius tergestinus wurde für Albanien, Bosnien und Herzegowina, Kroatien, Griechenland, Italien, Slowenien, der Türkei und vom Süden Tschechiens, sowie dem Osten (Krems) und Süden (Kärnten) Österreichs belegt.
Der in Niederösterreich (Krems) und Kärnten (Villach) verbreitete und, wie alle Skorpionarten Österreichs, in der Roten Liste als stark gefährdet bzw. vom Aussterben bedroht klassifizierte Triestiner Skorpion (Euscorpius tergestinus) gilt als Archäozoon und bildet in Krems einen isolierten nordöstlichen Vorposten des Verbreitungsgebietes.